# Elektroakustička glazba
Elektroakustička glazba glazbeni je žanr u kojem skladatelji koriste tehnologiju kako bi manupilari timbrom akustičnih zvukova, ponekad obradom audio signala na akustičnim instrumentima. Elektroakustička glazba nastala je sredinom 20. stoljeća kada dolazi do uključivanja proizvodnje električnog zvuka u kompozicijsku praksu. Početak elektroakustičke glazbe asociran je s djelovanjem Groupe de Recherches Musicalesa na Radiodiffusion-Télévision Française u Parizu, domu konkretne glazbe; Nordwestdeutscher Rundfunka u Kölnu, gdje je fokus stavljen na skladanju elektronische Musik; i na Columbia-Princeton Electronic Music Centeru u New York Cityju gdje je proučavana glazba za vrpcu, elektronička glazba i kompjuterska glazba. Praktična elektronička glazbala počela su se pojavljivati početkom 1900-ih.

## Primjeri poznatih elektroakustičkih djela
- Milton Babbitt – Philomel (1964.)
- Luciano Berio – Thema (Omaggio a Joyce.) (1958. – 1959.)
- Johanna Beyer – Music of the Spheres (1938.)
- Konrad Boehmer – Aspekt (1964. – 1966.), Apocalipsis cum figuris (1984.)
- Pierre Boulez – Répons (1981. – 1984.)
- John Cage – Imaginary Landscape No. 1 (1939.)
- Mario Davidovsky – Synchronisms No. 6 for Piano and Electronic Sound (1970.)
- Halim El-Dabh – Leiyla and the Poet (1961.)
- Karel Goeyvaerts – Nummer 5 met zuivere tonen (1953.)
- Jean Michel Jarre – Deserted Palace (1972.)
- Phil Kline – Unsilent Night (1992.), for cassettes in boomboxes[2][3]
- Gottfried Michael Koenig – Project 1 (1964.), Project 2 (1966.)
- Alvin Lucier – I Am Sitting in a Room (1969.)
- Ivo Malec – Triola, ou Symphonie pour moi-même (1977. – 1978.)
- Luigi Nono – La fabbrica illuminata (1964.), A floresta é jovem e cheia de vida (1966.), Contrappunto dialettico alla mente (1968.), Como una ola de fuerza y luz (1971. – 1972.)
- Pauline Oliveros – Sonic Meditations, "Teach Yourself to Fly" (1961.)
- Else Marie Pade – Symphonie Magnétophonique (1958.)
- Henri Pousseur – Scambi (1957.), Trois Visages de Liège (1961.), Paraboles-Mix (1972.), Seize Paysages planétairesl (2000.)
- Steve Reich – Pendulum Music (1968.), for microphones, amplifiers, speakers and performers
- Pierre Schaeffer – Cinq études de bruits (1948.)
- Karlheinz Stockhausen – Gesang der Jünglinge (1955. – 1956.), Kontakte (1958 – 1960.), Mixtur (1964.), Mikrophonie I & II (1964. i 1965.), Telemusik (1966.), Hymnen (1966–67.), Oktophonie (1991.), Cosmic Pulses (2006. – 2007.)
- James Tenney – For Ann (rising) (1969.)
- Edgard Varèse – Poème électronique (1958.)
- Charles Wuorinen – Time's Encomium (1969.)
- Iannis Xenakis  – Persepolis (1971.)